# Przygody trzech Rosjan i trzech Anglików
Przygody trzech Rosjan i trzech Anglików (fr. Aventures de trois Russes et de trois Anglais dans l'Afrique australe)
Jednotomowa powieść Juliusza Verne’a z cyklu Niezwykłe podróże złożona z 23 rozdziałów.
Pierwszy polski przekład pojawił się w odcinkach w 1873, a w postaci książkowej w 1879.
W Polsce była wydana pod kilkoma tytułami.

## Fabuła
Dwie niezależne grupy rosyjskich i angielskich uczonych wyruszają do południowej Afryki,  
aby zmierzyć długość południka. W trakcie ich misji wybucha wojna krymska pomiędzy Rosją a koalicją państw zachodnich (m.in. Wielkiej Brytanii i Francji). Członkowie wypraw stają się obywatelami wrogich krajów, co prowadzi do konfliktów.    